# 滇竹
滇竹（学名：Gigantochloa felix）为禾本科巨竹属下的一个种。特产中国云南。生长在海拔1260-1350米的河谷平原。模式标本采自勐海至景洪之间的南哈（上述地名均系译音），以后就没有再采到。